# Tachycineta
Tachycineta är ett fågelsläkte i familjen svalor inom ordningen tättingar med nio arter som förekommer i Nord- och Sydamerika:
- Trädsvala (T. bicolor)
- Tumbessvala (T. stolzmanni)
- Vitvingad svala (T. albiventer)
- Diademsvala (T. leucorrhoa)
- Chilesvala (T. leucopyga)
- Mangrovesvala (T. albilinea)
- Bronssvala (T. euchrysea)
- Violettgrön svala (T. thalassina)
- Bahamasvala (T. cyaneoviridis)